# 永昌寺 (さいたま市)
永昌寺（えいしょうじ）は、埼玉県さいたま市西区にある曹洞宗の寺院。

## 概要
山号は亀足山であり、戸田周防守（法名：高徳院貴山榮留居士、1502年（文亀2年）没）が開基となり創建、月膽義泉（1606年（慶長11年）没）が開山。
元々は隣接する関東総社 秋葉神社の別当であり、明治維新後の神仏分離によって別当ではなくなった。秋葉三尺坊は秋葉神社から永昌寺に移り、秋葉三尺坊由来の「秋葉ささら獅子舞」は永昌寺と秋葉神社で奉納されている。参道を進んでいくと吉祥門と関東総社 秋葉神社から移った秋葉三尺坊があり、東側には鎮守森が存在する。北側には存在感ある楠、本堂裏手には首陀椎が存在する。
『新編武蔵風土記稿』には「禅宗曹洞派、大成村普門院末、亀足山と號す、本尊薬師を安ず、腹籠りに定朝の作の小像を収む、開基は戸田周防守と云、法名高徳院貴山榮留居士、文龜二年六月十六日卒す、開山を月膽義泉と云、慶長十一年五月廿四日示寂。鐘楼。延享元年の鐘なり 白山社。天神社。」と記載されている。
毎年7月15日に近い土曜日には秋葉神社と合同で行事「秋葉ささら獅子舞」（さいたま市指定無形民俗文化財）が開催される。秋葉ささら獅子舞は室町時代末期に秋葉三尺坊の山伏が伝えたといわれる獅子舞であり、五穀豊穣・悪疫退散・厄除けを祈願し、大獅子・中獅子・牝獅子が勇壮華麗な舞いを披露する。天狗・獅子・ヒョットコ・ササラを持った花笠役などに神霊が宿るよう、笛や太鼓を高らかに奏でながら行列を作り、公開場所に向かう「道行（みちゆき）」も催される。

## 文化財
- 秋葉ささら獅子舞（さいたま市指定無形民俗文化財、1958年（昭和33年）5月15日指定）[1][4]